# Basavana Bagevadi
Basavana Bagevadi (en canarés: nಬಸವನ ಬಾಗೆವಾಡಿ ) es una ciudad de la India en el distrito de Bijapur, estado de Karnataka.

## Geografía
Se encuentra a una altitud de 617 m s. n. m. a 520 km de la capital estatal, Bangalore, en la zona horaria UTC +5:30.

## Demografía
Según estimación 2011 contaba con una población de 33 638 habitantes.